# Bartolomeo Ambrosini
Bartolomeo Ambrosini (1588–1657) var en italiensk læge og botaniker. Bartolomeo udmærkede sig ved en ihærdig indsats for at bekæmpe pesten i hans fødeby Bologna i 1630 hvor han også var universitetslektor i filosofi og botanik og forstander for den botaniske have. Han var ældre bror til Giacinto Ambrosini (1605-1672), der ligeledes var botaniker og som efterfulgte ham på posten. Bartolomeo udgav en række værker om lægevidenskab og botanik der var forholdsvist indflydelsesrige i samtiden. Heraf var Capsicorum Varietate cum suis iconibus ; accessit panacea ex herbis quæ a sanctis demominantus. (Panacea ex Herbis) fra 1650 hans botaniske hovedværk.